# Jacqueline et les Enfants de Montintin
Pour plus de détails, voir Fiche technique et Distribution.
 (juillet 2025).
Motif : Où sont les traces de notoriété ?
- Archive Wikiwix
- Bing
- Cairn
- DuckDuckGo
- E. Universalis
- Gallica
- Google
- G. Books
- G. News
- G. Scholar
- Persée
- Qwant
- (zh) Baidu
- (ru) Yandex
- (wd) trouver des œuvres sur Wikidata

| 1. | Préciser le motif de la pose du bandeau. | Précisez le motif de la pose du bandeau en utilisant la syntaxe suivante : {{admissibilité à vérifier\|date=juillet 2025\|motif=remplacez ce texte par le motif}}                                           |
| 2. | Informer les utilisateurs concernés.     | Pensez à avertir le créateur de l'article, par exemple, en insérant le code ci-dessous sur sa page de discussion : {{subst:avertissement admissibilité à vérifier\|Jacqueline et les Enfants de Montintin}} |

Jacqueline et les Enfants de Montintin est un documentaire-slamé français réalisé par Fabrice Garcia-Carpintero, sorti en 2023.

## Synopsis
Pendant la Seconde Guerre mondiale, grâce à l'Osé l'Œuvre de Secours aux Enfants, le château de Montintin en Haute-Vienne, propriété de la famille de Neuville, a accueilli et protégé des enfants juifs. Jacqueline Guionnaux, épouse Bayle, était employée au château en tant que lingère et a contribué à la sauvegarde de ces jeunes. Les collégiens de Saint-Germain-les-Belles leur ont dédié ce documentaire, créé dans le cadre d'un travail de devoir de mémoire.
Une interview a pu être organisée entre les collégiens, Jacqueline et sa belle-fille Marie-France au sein de leur établissement, dans la classe d'Histoire-géographie Pour répondre aux questions des jeunes, Jacqueline s'est replongée dans ses souvenirs, avec nostalgie et humilité. L'interview est ponctuée de textes Slam écrits par les collégiens.

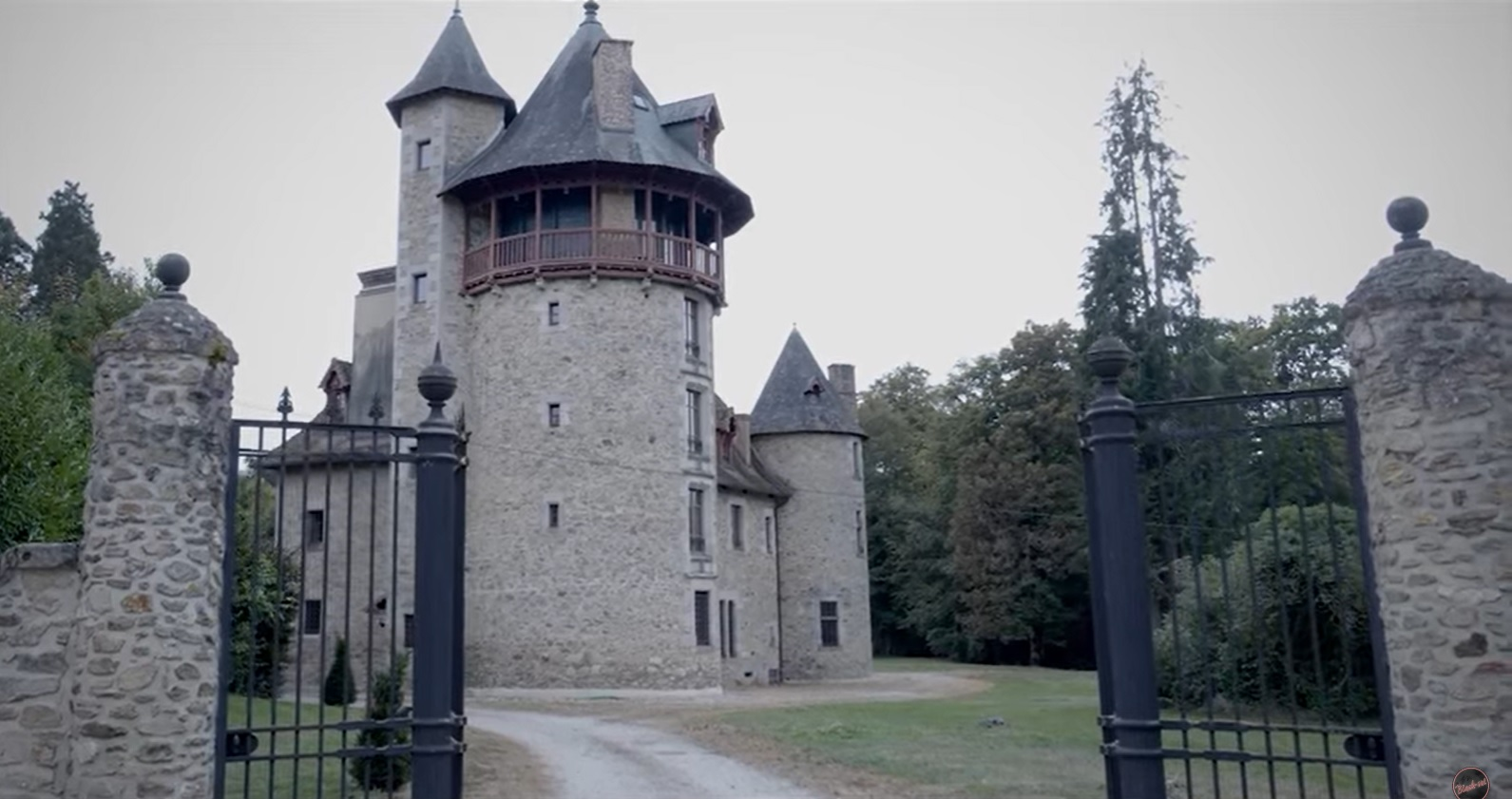
Château de Montintin à Château-Chervix

## Fiche technique
- Titre : Jacqueline et les Enfants de Montintin
- Réalisation : Fabrice Garcia-Carpintero
- Textes : Titouan Chabante, Soline Floranceau, Coralie Pasco, Marianne Touassi, Joseph Jeandillou, Enolah Cataye-Araye, Lucas Dally, Mahault Roussel
- Encadrement : Séverine Meslier et Anne-Sophie Jarry
- Pays d'origine :  France
- Durée : 18 minutes
- Genre : drame
- Dates de sortie :
  -  France : 20 décembre 2023

## Distribution[3]
- Jacqueline Bayle, résistante, juste parmi les nations, chevalier de la légion d'honneur, employée de l'OSE au château de Montintin[4],[5],
- Marie-France Bayle, belle-fille de Jacqueline,
- Titouan Chabante, slameur 1
- Soline Floranceau, slameur 2
- Coralie Pasco, slameur 3
- Marianne Touassi, slameur 4
- Joseph Jeandillou, slameur 5
- Enolah Cataye-Araye, slameur 6
- Lucas Dally, slameur 7
- Mahault Roussel, slameur 8

## Production

### Tournage
Sauf indication contraire, les informations mentionnées dans cette section peuvent être confirmées par la base de données cinématographiques IMDb,  présente dans la section « Liens externes ». Le film a été tourné en Nouvelle-Aquitaine, en Haute-Vienne à Château-Chervix.

### Bande originale
Gymnopédie, d'Erik Satie

## Distinction

### Récompense
Sauf indication contraire, les informations mentionnées dans cette section peuvent être confirmées par la base de données cinématographiques IMDb,  présente dans la section « Liens externes ». 2024 : Mention spéciale du jury au Prix Annie et Charles Corrin pour l'enseignement de l'histoire de la Shoah.
Trophée Slam à l'école, catégorie Slam interdisciplinaire, Paris, France, pour Jacqueline et les enfants de Montintin, 2024.
Prix du Concours National de la Résistance et de la Déportation, Limoges, France, pour Jacqueline et les enfants de Montintin, 2024.